# Badia Tedalda
Pour les articles homonymes, voir Badia (homonymie).
Badia Tedalda est une commune italienne de la province d'Arezzo, dans la région Toscane.
Le village est une des deux communes de Toscane à faire partie, avec Sestino, de la région historique du Montefeltro.

## Administration
| Période                                  | Période | Identité | Étiquette | Qualité |
| ---------------------------------------- | ------- | -------- | --------- | ------- |
|                                          |         |          |           |         |
| Les données manquantes sont à compléter. |         |          |           |         |

### Hameaux
- Ca' Raffaello
- Montevialle
- Caprile
- Cicognaia
- Fresciano
- Montebotolino
- Montelabreve
- Pratieghi
- Ranco
- Rofelle
- Sant'Andrea
- San Patrignano
- Santa Sofia
- Stiavola
- Via Maggio

### Communes limitrophes
Borgo Pace, Casteldelci, Pennabilli, Pieve Santo Stefano, Sansepolcro, Sant'Agata Feltria, Sestino, Verghereto